# Asura mimetica
Asura mimetica är en fjärilsart som beskrevs av Rothschild 1913. Asura mimetica ingår i släktet Asura och familjen björnspinnare. Inga underarter finns listade i Catalogue of Life.